# Petra Stiasny
Petra Stiasny (* 10. September 2001 in Wädenswil) ist eine Schweizer Radrennfahrerin, die im Strassenradsport aktiv ist.

## Sportlicher Werdegang
Als Kind war Stiasny im Schwimmen und in der Leichtathletik aktiv, später kam der Triathlon dazu. Im Frühjahr 2020 entschied sie, sich ausschliesslich auf den Strassenradsport zu konzentrieren. Im ersten Jahr sammelte sie Erfahrung bei nationalen Rennen, dabei war sie mehrfach bei verschiedenen Bergrennen erfolgreich. Als Elfte der Schweizer Meisterschaften im Strassenrennen beendete sie die Saison.
2023 wurde Stiasny Mitglied im Cogeas-Mettler Pro Cycling Team, das ein Jahr später als UCI Women’s WorldTeam lizenziert wurde. Ihr wertvollstes Ergebnis in den zwei Jahren im Team war ein fünfter Etappenrang bei der Tour de Romandie Féminin 2022. Zur Saison 2023 wechselte sie zum Team Fenix-Deceuninck, mit dem sie bei der Tour de Suisse Women einen siebten Etappenrang erreichte. Ihr international bestes Ergebnis erzielte sie 2023 mit dem Nationalteam bei der Erstaustragung der Tour de l’Avenir Femmes, bei der sie sich mit einem dritten Etappenrang auf der letzten Etappe noch auf den fünften Gesamtrang verbesserte.
Nachdem sie 2024 ohne nennenswerte Ergebnisse geblieben war, kehrte sie 2025 zu ihrem ehemaligen Team zurück. Mit dem Gewinn des Grand Prix Boquerón, eines Bergzeitfahrens im Rahmen einer Serie von Radrennen in El Salvador, erzielte sie ihren ersten Sieg in einem internationalen Rennen.

## Erfolge
2025
- Grand Prix Boquerón